# Grant Bowler
Grant Bowler (Auckland, 18 luglio 1968) è un attore e conduttore televisivo neozelandese, che lavora prevalentemente in campo televisivo.

## Biografia
Nato in Nuova Zelanda è però cresciuto in Australia, prima a Sydney poi a Perth ed infine a Brisbane, quando aveva cinque anni. Nel 1991 si diploma alla prestigiosa National Institute of Dramatic Art (NIDA).

### Carriera
Il primo ruolo importante fu quello di Wayne Patterson nella serie televisiva australiana Blue Heelers - Poliziotti con il cuore, ruolo che interpreta dal 1994 al 1996, successivamente prende parte ad altre serie televisive come Medivac e Something in the Air.
Nel 2000 prende parte alla produzione televisiva L'ultima spiaggia, basato sull'omonimo romanzo di fantascienza post apocalittica scritto da Nevil Shute, da cui nel 1959 fu tratto un omonimo film per la regia di Stanley Kramer.
Bowler è molto noto in Australia anche per avere condotto la versione australiana del reality show La talpa. Bowler ha condotto le prime tre edizioni per poi essere sostituito dal conduttore Tom Williams. Torna alla recitazione partecipando alla serie televisiva medica All Saints, successivamente ricopre il ruolo di Wolfgang West, detto Wolf, nella serie neozelandese Outrageous Fortune - Crimini di famiglia.
Dal 2008 inizia a lavorare sempre più in produzioni statunitensi, partecipa brevemente alla quarta stagione di Lost nel ruolo del capitano Gault, invece acquista popolarità grazie al ruolo di Connor Owens, amante di Wilhelmina Slater, nella terza stagione di Ugly Betty. 
Nel 2010 recita in sette episodi della terza stagione della serie vampiresca True Blood, dove interpreta il ruolo del motociclista licantropo Coot.
Nel 2011 conduce il reality show The Amazing Race Australia. Nel stesso anno recita al fianco di Jason Statham, Clive Owen e Robert De Niro in Killer Elite ed è protagonista al fianco di Taylor Schilling di Atlas Shrugged: Part I, primo capitolo di una trilogia basata sul romanzo di Ayn Rand La rivolta di Atlante.

### Vita privata
Dal 2001 al 2011 è stato sposato con l'attrice Roxane Wilson. La coppia ha due figli; Edie Bowler, nata nel 2003, e Zeke Bowler, nato nel 2005.

## Filmografia parziale

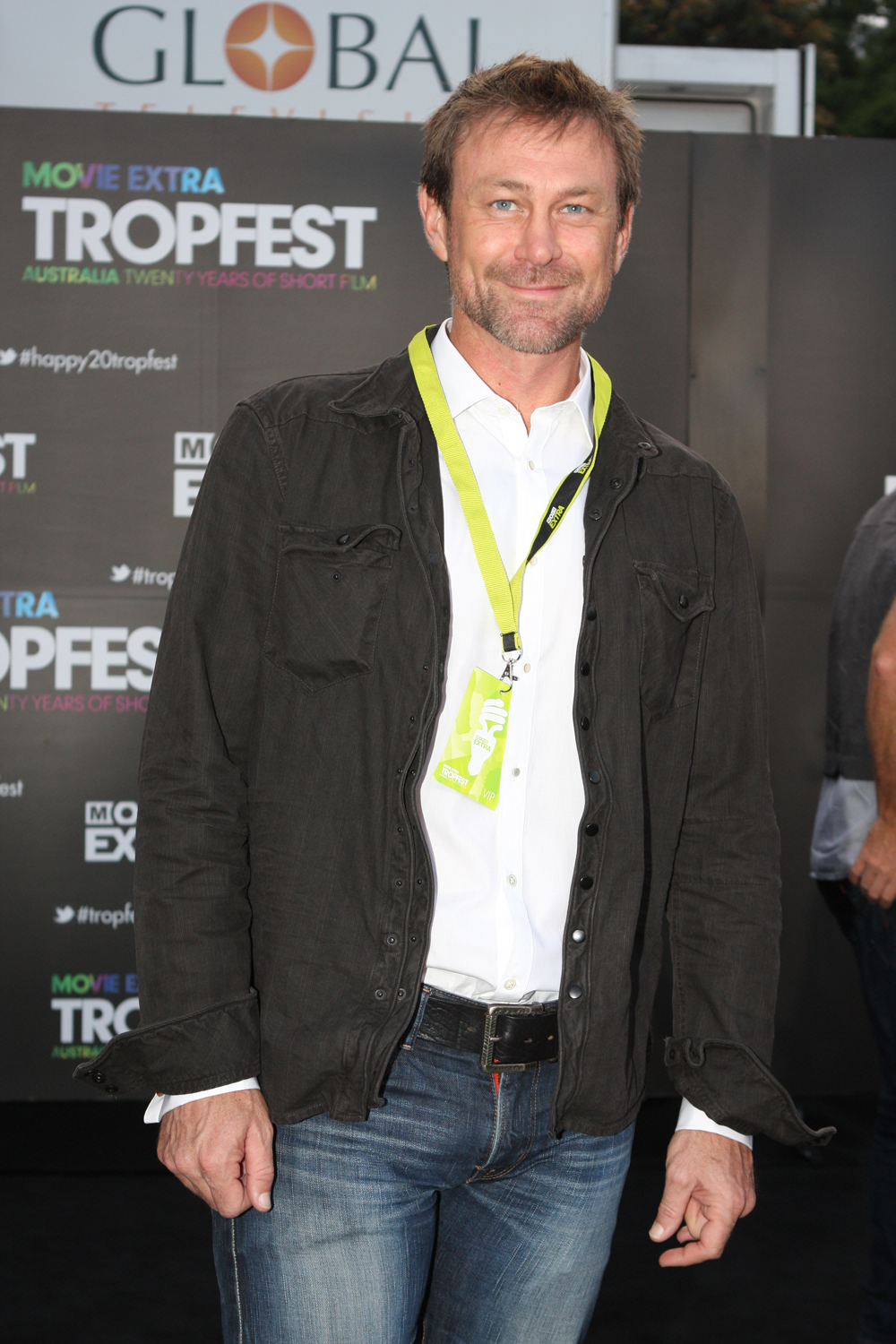
Grant Bowler al Movie Extra Tropfest 2012

### Cinema
- Change of Heart, regia di Rod Hay (1999)
- The Fall of Night, regia di Derrick Warfel (2007)
- Remains, regia di Colin Theys (2011)
- Killer Elite, regia di Gary McKendry (2011)
- Atlas Shrugged: Part I, regia di Paul Johansson (2011)
- 186 Dollars to Freedom, regia di Camilo Vila (2012)
- Vendetta e redenzione (Swelter), regia di Keith Parmer (2014)
- Guns Akimbo, regia di Jason Lei Howden (2019)

### Televisione
- Blue Heelers - Poliziotti con il cuore – serie TV, 96 episodi (1994-1996)
- Pacific Drive – serie TV, 1 episodio (1996)
- Medivac – serie TV, 48 episodi (1996-1998)
- Stingers – serie TV, 3 episodi (1999-2001)
- All Saints – serie TV, 20 episodi (1999-2005)
- L'ultima spiaggia (On the Beach) – film TV, regia di Russell Mulcahy (2000)
- Something in the Air – serie TV, 26 episodi (2001-2002)
- Always Greener – serie TV, 11 episodi (2002)
- Le sorelle McLeod (McLeod's Daughters) – serie TV, 1 episodio (2004)
- Outrageous Fortune - Crimini di famiglia – serie TV, 54 episodi (2005-2009)
- Canal Road – serie TV, 10 episodi (2008)
- Lost – serie TV, 3 episodi (2008)
- Ugly Betty – serie TV, 17 episodi (2008-2010)
- Satisfaction – serie TV, 3 episodi (2009-2010)
- True Blood – serie TV, 7 episodi (2010)
- The Cape – serie TV, 1 episodio (2011)
- Amiche nemiche (GCB) – serie TV, 2 episodi (2012)
- Liz & Dick, regia di Lloyd Kramer – film TV (2012)
- Defiance – serie TV, 38 episodi (2013-2015)
- JL Ranch, regia di Charles Robert Carner – film TV (2016)
- Still Star-Crossed – serie TV, 7 episodi (2017)
- Harrow – serie TV, 10 episodi (2019)
- Super Vulcano, regia di Jared Cohn – film TV (2022)
- 20.0 Megaquake, regia di Jared Cohn – film TV (2022)
- Ice Storm, regia di Jared Cohn – film TV (2023)

## Doppiatori italiani
Nelle versioni in italiano delle opere in cui ha recitato, Grant Bowler è stato doppiato da:
- Luca Ward in Liz & Dick, Defiance
- Stefano Benassi in Ugly Betty, Amiche nemiche
- Andrea De Manincor in 20.0 Megaquake, Ice Storm
- Luca Sandri in Blue Heelers - Poliziotti con il cuore
- Fabrizio Pucci in Outrageous Fortune - Crimini di famiglia
- Edoardo Siravo in Lost
- Roberto Gammino in Killer Elite
- Mauro Gravina in Hawaii Five-0
- Stefano Bianchini in JL Ranch
- Alessandro Spadorcia in Guns Akimbo
- Stefano Thermes in Harrow